# Flyttekasse
 Der er for få eller ingen kildehenvisninger i denne artikel, hvilket er et problem. Du kan hjælpe ved at angive troværdige kilder til de påstande, som fremføres i artiklen.

En flyttekasse er en beholder, der kan rumme ting i forbindelse med flytning. Der findes mange forskellige varianter i forskellige materialer. Blandt de mest almindelige materialer er træ og pap, grundet den lave omkostningspris. Ulemperne ved de ellers smarte papkasser er deres ringe holdbarhed, hvilket især kan blive problematisk under regnvejr. Der findes også flyttekasser i genanvendeligt plastik. Fordelene ved disse flyttekasser er at de er mere holdbare og bæredygtige.